# Winter-Universiade 2019/Snowboard
Bei der Winter-Universiade 2019 wurden 10 Wettkämpfe im Snowboard ausgetragen.

## Bilanz

### Medaillenspiegel
| Platz  | Land     | Gold | Silber | Bronze | Gesamt |
| ------ | -------- | ---- | ------ | ------ | ------ |
| 1      | Russland | 6    | 5      | 3      | 16     |
| 2      | Südkorea | 1    | 1      | 2      | 4      |
| 3      | Polen    | 1    | 1      | –      | 2      |
| 4      | Kanada   | 1    | –      | 1      | 2      |
| 4      | Japan    | 1    | –      | 1      | 2      |
| 6      | China    | –    | 1      | 1      | 2      |
| 7      | Finnland | –    | –      | 2      | 2      |
| Gesamt | Gesamt   | 10   | 10     | 10     | 30     |

### Medaillengewinner

#### Männer
| Disziplin             | Gold               | Silber               | Bronze             |
| --------------------- | ------------------ | -------------------- | ------------------ |
| Snowboardcross        | Will Malisch       | Daniil Dilman        | Yoshiki Takahara   |
| Parallel-Riesenslalom | Oskar Kwiatkowski  | Michał Nowaczyk      | Dmitri Sarsembajew |
| Parallel-Slalom       | Dmitri Sarsembajew | Dmitri Karlagatschew | Lee Sang-ho        |
| Halfpipe              | Nikita Awtanejew   | Kweon Lee-jun        | Axel Thelen        |
| Slopestyle            | Anton Mamajew      | Wladislaw Chadarin   | Axel Thelen        |

#### Frauen
| Disziplin             | Gold            | Silber               | Bronze            |
| --------------------- | --------------- | -------------------- | ----------------- |
| Snowboardcross        | Kristina Paul   | Alexandra Parschina  | Audrey McManiman  |
| Parallel-Riesenslalom | Jeong Hae-rim   | Milena Bykowa        | Natalja Sobolewa  |
| Parallel-Slalom       | Milena Bykowa   | Natalja Sobolewa     | Jeong Hae-rim     |
| Halfpipe              | Kurumi Imai     | Qiu Leng             | Wu Shaotong       |
| Slopestyle            | Jelena Kostenko | Anastassija Loginowa | Jekaterina Kosowa |